# Вітмен (округ, Вашингтон)
Шаблон:StateAbbr_ 46°53′ пн. ш. 117°31′ зх. д. / 46.89° пн. ш. 117.52° зх. д.
Округ  Вітмен (англ. Whitman County) — округ (графство) у штаті Вашингтон, США. Ідентифікатор округу 53075.

## Історія
Округ утворений 1871 року.

## Демографія
За даними перепису 2000 року загальне населення округу становило 40740 осіб, зокрема міського населення було 27470, а сільського — 13270. Серед мешканців округу чоловіків було 20617, а жінок — 20123. В окрузі було 15257 домогосподарств, 8057 родин, які мешкали в 16676 будинках. Середній розмір родини становив 2,91.
Віковий розподіл населення поданий у таблиці:
| Стать    | До 15 років | 15-21 | 22-29 | 30-39 | 40-49 | 50-65 | 65-85 | Понад 85 |
| -------- | ----------- | ----- | ----- | ----- | ----- | ----- | ----- | -------- |
| Чоловіки | 3122        | 4882  | 4309  | 2217  | 2211  | 2166  | 1518  | 192      |
| Жінки    | 2923        | 5256  | 3239  | 2250  | 2153  | 2247  | 1718  | 337      |

## Суміжні округи
- Спокен — північ
- Бенева, Айдахо — північний схід
- Лейта, Айдахо — схід
- Нез-Перс, Айдахо — південний схід
- Асотин —  південь/південний схід
- Гарфілд — південь
- Колумбія — південь
- Франклін — південний захід
- Адамс — захід
- Лінкольн — північний захід

## Виноски
1. ↑  U.S. Decennial Census. United States Census Bureau. Архів оригіналу за 4 квітня 2018. Процитовано 8 січня 2014.
2. ↑  Historical Census Browser. University of Virginia Library. Архів оригіналу за 11 серпня 2012. Процитовано 8 січня 2014.
3. ↑  Population of Counties by Decennial Census: 1900 to 1990. United States Census Bureau. Архів оригіналу за 2 лютого 2019. Процитовано 8 січня 2014.
4. ↑  Census 2000 PHC-T-4. Ranking Tables for Counties: 1990 and 2000 (PDF). United States Census Bureau. Архів оригіналу (PDF) за 18 грудня 2014. Процитовано 8 січня 2014.
5. ↑  State & County QuickFacts. United States Census Bureau. Архів оригіналу за 17 лютого 2016. Процитовано 8 січня 2014.(англ.) Наведено за англійською вікіпедією.
6. ↑  American FactFinder. Бюро перепису населення США. Архів оригіналу за 21 травня 2008. Процитовано 31 січня 2008.

| США | Це незавершена стаття з географії США. Ви можете допомогти проєкту, виправивши або дописавши її. |